# 明石市立朝霧中学校
明石市立朝霧中学校（あかししりつ あさぎりちゅうがっこう）は、兵庫県明石市大蔵谷奥にある公立中学校。

## 沿革
- 1969年2月 - 明舞地区に新設中学校を1970年（昭和45年）4月に開校予定が決まる
- 1970年2月 - 「明石市立朝霧中学校」と校名が決定。さらに校章を作成
- 1977年4月 - 松が丘南小学校と校地、校舎交換、学校所在地を変更
- 1980年5月 - 創立10周年記念式典挙行
- 1995年1月 - 阪神・淡路大震災で校舎に被害が出る
- 1999年7月 - 大規模改修工事を実行

## 教育目標
人間尊重の精神を基盤に、豊かな心と主体的に生きる力を身につけた生徒の育成

## 制服
2022年4月以降の状況
- 2021年7月に2022年4月から新制服の導入が決まる[1]。
- 冬服はブレザー、新型カッターシャツ、新型スラックスまたは新型スカート
- 夏服は新型カッターシャツ、新型スラックスまたは新型スカート
- 上級生対応として従来の制服を着続けることと2022年4月から2024年3月に限られるが新旧混在の組合せ着用が認められる。
- 一例として従来のブラウスと新型スラックスまたは新型スカートの組合せも可能ということになる。

## 出身者
- 朝ノ霧満 - 元大相撲力士
- 笹木彰人 - 映画監督、 俳優 、ティー・アーティスト所属
- 三木谷浩史 - 楽天グループ株式会社創業者・代表取締役会長兼社長
- 那須眞由 - 棒高跳選手[2]

## 通学区域が隣接している学校
- 明石市立大蔵中学校
- 神戸市立長坂中学校
- 神戸市立神陵台中学校
- 神戸市立舞子中学校